# Yacas
Yacas, en akronym för Yet Another Computer Algebra System, är ett fritt datoralgebrasystem.